# IBM VNET
VNET es un sistema internacional de redes informáticas desplegado a mediados de la década de 1970 y cuyo uso sigue vigente, pero muy disminuido. Fue desarrollado dentro de IBM y proporcionó la principal columna vertebral de correo electrónico y transferencia de archivos para la compañía a lo largo de las décadas de 1980 y 1990. A través de él, se desarrollaron una serie de protocolos para entregar correo electrónico entre computadoras de tiempo compartido a través de sistemas de transmisión alternativos.
VNET se implementó por primera vez como una red privada de host a host entre mainframes CP/67 y VM/370 a partir de 1975. Se basaba en RSCS, un programa de comunicaciones basado en máquinas virtuales y un protocolo entre máquinas desarrollado en el Sistema de Servicio Remoto (RSS) de la División de Desarrollo de Sistemas Avanzados de IBM, prototipo que produjo parte de la tecnología del IBM Tivoli. RSCS utilizó el protocolo de comunicaciones sincrónicas binarias (BSC), no SNA/SDLC, para admitir la transferencia de archivos entre usuarios de máquinas virtuales. Los primeros nodos incluyeron Centros Científicos y sitios de laboratorio de Poughkeepsie, Nueva York.
Posteriormente, se desarrolló un código de comunicaciones compatible con RSCS para los sistemas operativos de mainframe MVT/HASP, MVT/ASP y MVS. 
En septiembre de 1979, la red había crecido hasta incluir 285 nodos de mainframe en Europa, Asia y América del Norte. A diferencia de Internet, la red virtual cambiaba archivos entre sistemas centrales mediante una técnica de almacenamiento y reenvío. Muchas de las primeras conexiones operaban a través de conexiónes por línea conmutada a velocidades de 1200 a 2400 bits por segundo. La adición de un circuito transatlántico de satélite de 19,2 kbit/s a finales de 1977 se consideró un importante paso adelante.
Los usuarios finales suelen enviar archivos de entre 100 y 100.000 bytes de longitud. El usuario puede esperar la entrega en un plazo de un minuto a varias horas. La entrega de archivos se confirmó paso a paso, pero no hubo una confirmación de entrega de extremo a extremo. Sin embargo, a finales de la década de 1970 se desarrolló una aplicación de correo electrónico que proporcionaba confirmación de entrega, así como archivo de mensajes. Lo que comenzó como una actividad de investigación entre ingenieros y científicos se convirtió, en 1980, en un valioso activo de negocio para muchas organizaciones dentro de IBM.
El primer gusano informático ampliamente disruptivo, "Christmas Tree EXEC" en diciembre de 1987, se originó en BITNET y se extendió a esta red.